# Ulica Małopolska w Poznaniu
Ulica Małopolska − ulica na Sołaczu w Poznaniu, zlokalizowana pomiędzy ul. Niestachowską na zachodzie, a ul. Nad Wierzbakiem na wschodzie. Ulica, związana jest z powstaniem w początkach XX wieku kolonii willowej na Sołaczu, zaprojektowanej przez Josepha Stübbena – stanowi integralną część tego zespołu urbanistycznego, wraz z placami Spiskim i Orawskim, bezpośrednio do niej przylegającymi.

## Komunikacja
Na odcinku od ulicy Śląskiej do skrzyżowania z Aleją Wielkopolską i ulicą Nad Wierzbakiem wyznaczono ruch jednokierunkowy, w stronę Alei Wielkopolskiej.
Ulicą przebiega (do ul. Wołyńskiej) linia tramwajowa w kierunku pętli Piątkowska (od 1913 – wtedy tylko do Sołacza) – linie 9 i 11 (dawniej również 17 i 24). Południową stroną prowadzi droga rowerowa doliną Bogdanki. Od południa do ulicy przylega Park Sołacki ze Stawami Sołackimi.
Przedłużeniem ulicy Małopolskiej na zachód jest ul. Warmińska, a na wschód Aleja Wielkopolska. Nazwa ulicy wpisuje się w toponimię tej części miasta, związaną z nazwami krain geograficznych Polski.

## Obiekty
Ważniejsze obiekty zlokalizowane przy ulicy Małopolskiej to (od zachodu): ogród farmakognostyczny Uniwersytetu Medycznego, Park Sołacki, kościół św. Jana Vianneya (w pewnym oddaleniu) i niemieckie osiedle z okresu II wojny światowej. Zabudowa traktu to przede wszystkim okazałe wille z różnych epok i w różnych stylach architektonicznych, także modernistyczne. Do zabytkowych należą budynki pod numerami: 2, 3, 6 (architekt Rohde), 7 (architekt Felix Haferkorn), 8 (architekt Otto Meister), 9, 10 i 12.

## Przyroda
W połowie lat 60. XX wieku, notowano przy ulicy Małopolskiej, na stanowiska ruderalnych, dość rzadką lepnicę smukłą.